# Stephanollona cryptostoma
Stephanollona cryptostoma är en mossdjursart som först beskrevs av William MacGillivray 1885.  Stephanollona cryptostoma ingår i släktet Stephanollona och familjen Phidoloporidae. Inga underarter finns listade i Catalogue of Life.